# L'Attaque du requin à trois têtes
Série
L'Attaque du requin à deux têtes
(2012) L'Attaque du requin à cinq têtes
(2017)
Pour plus de détails, voir Fiche technique et Distribution.
L'Attaque du requin à trois têtes (3-Headed Shark Attack) est un film d'horreur américain réalisé par Christopher Ray et distribué par The Asylum, sorti directement en vidéo en juillet 2015 aux États-Unis.

## Synopsis
Un grand requin blanc à trois têtes attaque un atoll où un groupe d'adolescents fait la fête, les tuant tous sauf un, Mark, qui se trouvait sur une bouée tandis que les autres adolescents étaient à la plage. Le requin à trois têtes attaque ensuite le Persephone, un centre de recherche sous-marin qui étudie le vortex de déchets du Pacifique nord. Les dégâts provoquent l'explosion de l'installation, tuant tout le monde à l'intérieur. Cependant, les biologistes marins Ted Nelson (Jaason Simmons) et Laura Thomas (Jena Sims (en)) s'échappent, ainsi qu'un groupe de militants qui visitaient le laboratoire, composé de Greg, Ryan Bennett, Omar et Alison, et d'une diplômée d'université, Maggie Peterson (Karrueche Tran), qui postulait pour un emploi dans l'installation et qui est également l'ex-amoureuse de Greg. L'île sur laquelle se trouve l'installation commence à être inondée et le groupe est obligé de nager jusqu'au bateau des activistes. Laura et Omar sont dévorés au passage. Les autres atteignent le bateau, le requin à trois têtes les suit pendant qu'ils s'éloignent. Ryan parvient à contacter le pêcheur Max Burns (Danny Trejo) par radio, et demande de l'aide. Burns a du mal à les croire, mais accepte à contrecœur de les aider.

## Fiche technique
- Titre original : 3-Headed Shark Attack
- Titre français : L'Attaque du requin à trois têtes
- Réalisation : Christopher Ray
- Scénario : Jacob Cooney, Bill Hanstock
- Costumes : Janet Longton
- Montage : Rob Pallatina
- Musique : Christopher Cano, Chris Ridenhour
- Pays d'origine :  États-Unis
- Langue de tournage : anglais
- Format : couleurs
- Genre : Horreur, thriller
- Durée : 89 minutes

## Distribution
- Danny Trejo : Max Burns, pêcheur
- Karrueche Tran : Maggie Peterson, ex-amoureuse de Greg
- Jaason Simmons : Ted Nelson, docteur en biologiste marine
- Rob Van Dam : Stanley
- Jena Sims (en) : Laura Thomas, docteure en biologiste marine
- Anna Mercedes Morris (en) : Sasha
- Brad Mills : Greg
- Scott Reynolds : Ryan Bennett
- Rico Ball : Omar
- Dawn Hamil : Alison
- Bob Constance : Brad
- James Poule : Brian
- Steve Norris : Steve
- Brianna Ferris : Rosemarie Grant
- Carlos Rivera : Howard
- Stephen Harwick : Mark
- Larry Gamell Jr. : Le docteur Leonard
- Mark Nager : Seth
- Preston Simmons : Zach
- Jazy Berlin : Polly
- Kayla Campbell : Lindsey
- Nestor Fuentes : Maurice
- Carlos Rivera : Howard Grant
- Jacqueline Schmidt : Vanessa
- Eric C. Schmitz : Betts
- Scott Warner : Sandoval
- Cody Lee : Tyler

## Production

### Lieux de tournage
Le film a été tourné  à Auburn et Orange Beach en Alabama ; et à Pensacola en Floride.

## Musique
Sauf indication contraire, les informations mentionnées dans cette section peuvent être confirmées par la base de données cinématographiques IMDb,  présente dans la section « Liens externes ».
- Boyfriend par Hobart W. Fink.
- Reggae Boat par Moni Scaria.